# Massanzago
Massanzago is een gemeente in de Italiaanse provincie Padua (regio Veneto) en telt 5163 inwoners (31-12-2004). De oppervlakte bedraagt 13,2 km², de bevolkingsdichtheid is 391 inwoners per km².
De volgende frazioni maken deel uit van de gemeente: Sandono

## Demografie
Massanzago telt ongeveer 1806 huishoudens. Het aantal inwoners steeg in de periode 1991-2001 met 32,7% volgens cijfers uit de tienjaarlijkse volkstellingen van ISTAT.
| Jaar | Inwoneraantal |
| ---- | ------------- |
| 1991 | 3543          |
| 2001 | 4703          |

## Geografie
Massanzago grenst aan de volgende gemeenten: Borgoricco, Camposampiero, Noale (VE), Santa Maria di Sala (VE), Trebaseleghe.